# Kristján Eldjárn
Kristján Eldjárn, né le 6 décembre 1916 à Tjörn í Svarfaðardal et mort le 14 septembre 1982 à Reykjavik, est un homme d'État islandais, troisième président de l'Islande de 1968 à 1980.

## Biographie
Après des études d'archéologie, Eldjárn devient chercheur dans ce domaine avant d'accéder à la direction du musée national d'Islande. En 1968, il se présente à la présidence face à l'ambassadeur Gunnar Thoroddsen qui bénéficie d'une forte popularité dans les sondages. Il est pourtant élu le 30 juin avec 65,6 % des voix et une participation de 92,2 %. Il est reconduit en 1972 et 1976 sans opposition.